# Bart Bowen
Bart Bowen (Austin, 22 april 1967) is een Amerikaans voormalig wielrenner en veldrijder.

## Erelijst

### Veldrijden

#### Resultatentabel
| Seizoen      | WK                           | PAK                          | AK                           | Klassementen                 | Klassementen                 | Klassementen                 | Klassementen                 | Klassementen                 | Podia | Podia  | Podia | Aantal crossen |
| Seizoen      | WK                           | PAK                          | AK                           | WB                           | SP                           | Trofee                       | TOI                          | SuperCup                     | Goud  | Zilver | Brons | Aantal crossen |
| ------------ | ---------------------------- | ---------------------------- | ---------------------------- | ---------------------------- | ---------------------------- | ---------------------------- | ---------------------------- | ---------------------------- | ----- | ------ | ----- | -------------- |
| Als elite    |                              |                              |                              |                              |                              |                              |                              |                              |       |        |       |                |
| 1999-2000    | 32e                          | -                            | Zilver                       | -                            | -                            | -                            | -                            | ?                            | 2     | 3      | 3     | 11             |
| 2000-2001    | -                            | -                            | 7e                           | -                            | -                            | -                            | -                            | ?                            | 0     | 0      | 2     | 5              |
| 2001-2002    | -                            | -                            | -                            | -                            | -                            | -                            | -                            | -                            | 0     | 0      | 0     | 1              |
| 2002-2003    | -                            | -                            | 19e                          | -                            | -                            | -                            | -                            | -                            | 0     | 0      | 0     | 8              |
| 2003-2004    | -                            | -                            | 17e                          | -                            | -                            | -                            | -                            | -                            | 0     | 0      | 1     | 8              |
| 2004-2009    | Geen deelname aan veldrijden | Geen deelname aan veldrijden | Geen deelname aan veldrijden | Geen deelname aan veldrijden | Geen deelname aan veldrijden | Geen deelname aan veldrijden | Geen deelname aan veldrijden | Geen deelname aan veldrijden | 0     | 0      | 0     | 0              |
| 2009-2010    | -                            | -                            | 44e                          | -                            | -                            | -                            | -                            | -                            | 0     | 0      | 0     | 1              |
| Totaal Elite | –                            | –                            | –                            | –                            | –                            | –                            | –                            | –                            | 2     | 3      | 6     | 34             |

#### Podiumplaatsen elite
| Nr.           | Seizoen       | Datum            | Veldrit                                        | Cat.          | Wedstrijdserie           |  |
| Overwinningen | Overwinningen | Overwinningen    | Overwinningen                                  | Overwinningen | Overwinningen            |  |
| ------------- | ------------- | ---------------- | ---------------------------------------------- | ------------- | ------------------------ |  |
| 1.            | 1999-2000     | 20 november 1999 | SuperCup Cyclo-Cross Series #5 – Seattle       | C3            | SuperCup                 |  |
| 2.            | 1999-2000     | 12 december 1999 | SuperCup Cyclo-Cross Series #7 – San Francisco | C2            | SuperCup                 |  |
| 2e plaatsen   |               |                  |                                                |               |                          |  |
| 1.            | 1999-2000     | 23 oktober 1999  | SuperCup Cyclo-Cross Series #2 – New York      | C3            | SuperCup                 |  |
| 2.            | 1999-2000     | 4 december 1999  | SuperCup Cyclo-Cross Series #6 – Portland      | C3            | SuperCup                 |  |
| 3.            | 1999-2000     | 12 december 1999 | Amerikaans Kampioenschap San Francisco         | CN            | Amerikaans kampioenschap |  |
| 3e plaatsen   |               |                  |                                                |               |                          |  |
| 1.            | 1999-2000     | 17 oktober 1999  | SuperCup Cyclo-Cross Series #1 – Boston        | C2            | SuperCup                 |  |
| 2.            | 1999-2000     | 7 november 1999  | SuperCup Cyclo-Cross Series #3 – Boulder       | C2            | SuperCup                 |  |
| 3.            | 1999-2000     | 13 november 1999 | SuperCup Cyclo-Cross Series #4 – Chicago       | C3            | SuperCup                 |  |
| 4.            | 2000-2001     | 4 november 2000  | SuperCup Cyclo-Cross Series #1 – Boulder       | C3            | SuperCup                 |  |
| 5.            | 2000-2001     | 9 december 2000  | SuperCup Cyclo-Cross Series #3 – Chicago       | C3            | SuperCup                 |  |
| 6.            | 2003-2004     | 1 november 2003  | The Central Massachusetts Cyclo-cross          | C2            | Overige                  |  |

### Wegwielrennen
1992
- Amerikaans kampioen op de weg, Elite
- Eindklassement Herald Sun Tour
- USPro Ch'ship
- Philadelphia International Championship

1993
- Eindklassement Cascade Cycling Classic

1997
- Amerikaans kampioen op de weg, Elite
- 3e, 5e etappe en eindklassement Ronde van Japan
- Eindklassement Ronde van de Gila

1998
- Philadelphia International Championship

## Resultaten in voornaamste wedstrijden
| Jaar | Milaan-San Remo | Amstel Gold Race |
| ---- | --------------- | ---------------- |
| 1993 | 64e             | 51e              |